# Місцевості Черкас

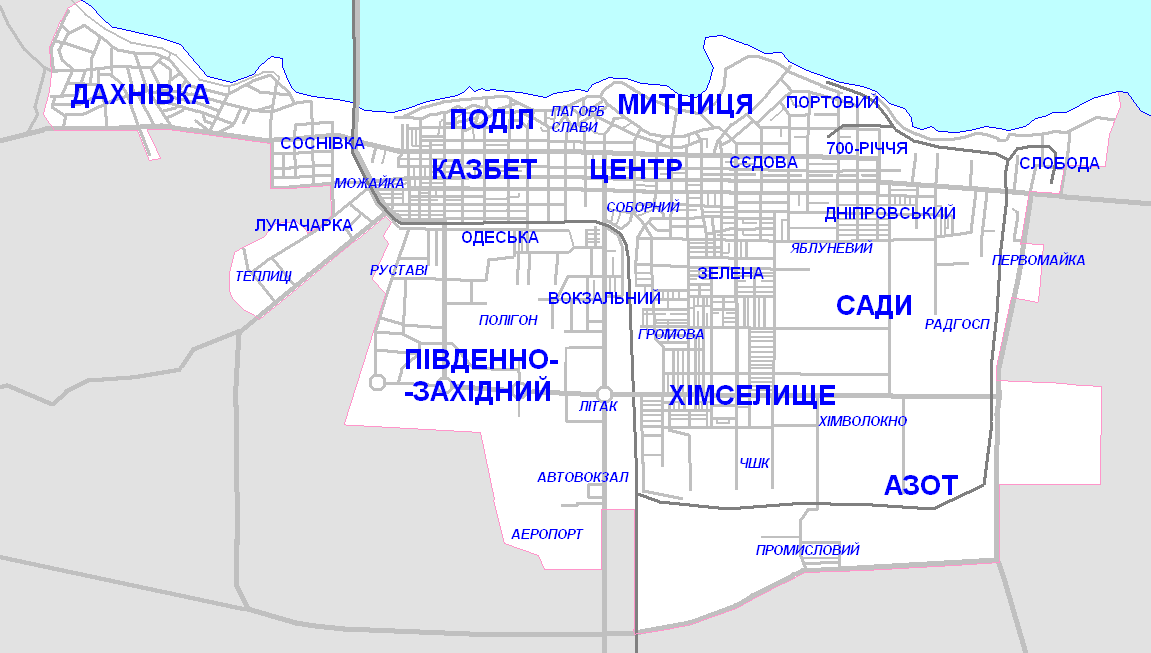
Мікрорайони міста

Черка́си — місто в центрі України, обласний та районний центр. Місто розкинулось на правому березі Кременчуцького водосховища на Дніпрі і простягається на 15 км з північного заходу на південний схід. Ширина при цьому становить всього 9 км. Через значні розміри місто адміністративно поділяється на 2 міських райони — Придніпровський та Соснівський. Але історично на території Черкас сформувалось декілька неадміністративних мікрорайонів. Слід зауважити, що Черкаси, супроти багатьох міст України, не має єдиного бізнесового та торговельного центру, більшість мікрорайонів майже автономні в цьому плані.
Деякі мікрорайони були сформовані ще в XVIII—XIX століттях, деякі поглинулись більшими, а деякі зникли зовсім. Сучасне місто забудовується багатоповерхівками, в яких мешкає значно більше населення, аніж в приватних будинках. Останні при цьому займають значну територію проти високих житлових комплексів. Тому деякі мікрорайони можуть займати велику територію, а інші, напроти — невелику.
На сьогодні Черкаси поділяються на 8 великих і основних мікрорайонів, а також на багато дрібніших. До великих відносяться Центр, Митниця, Кривалівка, Південно-Західний, Дніпровський, Хімселище, Соснівка, Дахнівка та Казбет. До менших належать Поділ, Лісовий, Новопречистенський, 700-річчя, Зелена, Сади, Портовий, Вокзал, Промисловий, Радгосп, Одеська, Теплиці, Аеропорт, Азот, Слобода. Серед нових — Соборний, Яблуневий, Полігон.
Межі комітетів самоорганізації населення: Дахнівський, Соснівський, Лісовий, Благовісний, Центральний, Перемога, Південний, Привокзальний, Митниця, Богданівський, Соборний, Припортовий, Калиновий, Кривалівський, Зелений, Хімселище, Яблуневий, Черкаський, Дніпровський https://mgis.chmr.gov.ua/portal/home/webmap/viewer.html?webmap=24f253212b2047a694bfc761d0883240

## Центр
Центр міста Черкаси (стара назва - Середина) сформувався дуже давно (це власне і є місто Черкаси, його верхня частина) і являв собою перш за все торговельний центр. Після руйнації у XVIII столітті Черкаського замку центр переноситься подалі від Дніпра, від Замкової гори. Центральною площею старих Черкас була Соборна, на якій знаходилась головна церква міста. Зараз Центр забудований адміністративними будівлями та торговими центрами. Тут знаходиться і велика кількість культурних установ та закладів освіти. Центральна площа міста являє собою широкий майдан посеред бульвару Шевченка, де знаходяться будівлі облдержадміністрації та мерія. Бізнесовий та торговельний розвиток мікрорайону відрізняється різними напрямками. Він збільшується в південному та західному напрямках, а на північ навпаки знижується. Тут розташований так званий Тихий Центр.

## Митниця
Митниця — це мікрорайон, який розкинувся на низькому узбережжі Кременчуцького водосховища. Назва походить від річки Митниця, яка згодом була затоплена, а на її місці намито земснарядом сучасний берег. Перші документальні згадки мікрорайону можна прослідкувати на картах плана міста датованих 1893 та 1908 рр. Район заселяли в основному робітники різних підприємств, ремісники та рибалки. Краєзнавець Лаврентій Похилевич за демографічним складом населення виділяє 3 основні національні групи міщан: росіяни, євреї та малороси(українці) станом на 1864р. Через весняні повені на Дніпрі саме Митниця зазнавала найбільших підтоплень. Після будівництва водосховища мікрорайон був затоплено, на її місці було намито піщану косу-пляж, з початку 1980-х років почався намив піску на цій території. Мікрорайон тимчасово перетворився на таку собі "пустелю", на котрій після відстою піщаного ґрунту почали зводитись багатоповерхівки сучасного мікрорайону. Нині Митниця забудована в основному багатоповерхівками та великими торговельними центрами. Це призвело до того, що умовно Митниця була поділена на Стару та Нову.

## Південно-Західний
Свою назву цей мікрорайон (в народі використовується більше русифікований варіант — Юго-Западний) отримав через географічне розташування. Це цілком новий район, який забудований виключно багатоповерхівками і був розрахований на проживання тут населення, яке працювало б у інших частинах міста. Центральними вулицями району є широкі проспекти — вулиці Сумгаїтська, Руставі та 30-річчя Перемоги. Останні дві донедавна залишались межею заселення міста із заходу.

## Деревообробного комбінату
В народні називається просто район «Д». Знаходиться в північно-східній частині міста. Частина мікрорайону забудований невеликими приватними будинками, але частина, а саме між вулицями Симиренківською та Петра Дорошенка забудована багатоповерхівками. Із заходу до мікрорайону підходять землі колишнього яблуневого саду, де нині створюється новий мікрорайон Яблуневий. 

## Хімселище
Відносно новий мікрорайон міста в західній його частині. Створений був через будівництво на його території хімічних підприємств «Азот» та «Хімволокно», а також деяких інших — ЧШК, ЧАРЗ. Район забудований невеликими багатоповерхівками та приватним сектором. В центрі мікрорайону знаходиться парк Хіміків.

## Соснівка
Старий мікрорайон міста в його північній частині. Виник він як санаторно-куротне селище ще наприкінці XIX столітті і знаходився за межами міста. З розростанням Черкас він в XX столітті опинився в його межах. Зараз, як і раніше, тут знаходяться лікарні, санаторії та куротні організації. Між головною вулицею Дахнівської та Дніпром знаходиться великий Черкаський міський парк «Сосновий бір».

## Дахнівка
До 1982 року Дахнівка була окремим селом, мала свою сільську раду і їй підпорядковувалось село Геронимівка. Потім село було приєднано до міста Черкаси. Після цього постала проблема найменування вулиць та провулків, адже вони були такі ж, як і у міста. Проблему було вирішено в бік військових. Зараз в Дахнівці майже всі вулиці названі на честь військових офіцерів та їхніх підрозділів. Мікрорайон вважається досить пристойним та дорогим мікрорайоном Черкас. Тут зводяться багатоповерхівки, але більшу частину будівель все ж таки складають будинки котеджного типу, які забудовуються в основному по берегу Дніпра.

## Казбет
Досить старий мікрорайон міста. Свою назву отримав від жителів району. Тут селилось кавказьке населення, що працювало на спорудженні залізниці в XIX столітті. За іншими даними, слободи Казбет, Кавказ і Бешта були засновані на околицях Черкас відставними солдатами, що у 1850-1860-і роки поверталися з Кавказької війни.